# Buderus Edelstahl
Die Buderus Edelstahl GmbH mit Sitz in Wetzlar ist ein Hersteller von Halbzeug, Warmband, Kaltband, geschmiedetem Stabstahl (Werkzeugstahl und Baustahl), Freiformschmiedestücken sowie Gesenkschmiedestücken. 
Sie war bis zum Oktober 2024 Teil des österreichischen voestalpine Konzerns und gehört seither der Private-Equity-Gesellschaft Mutares SE & Co. KGaA.

## Geografische Lage
Das Unternehmen befindet sich in Wetzlar-Niedergirmes, am Lahn-Zufluss Dill gelegen.

## Geschichte

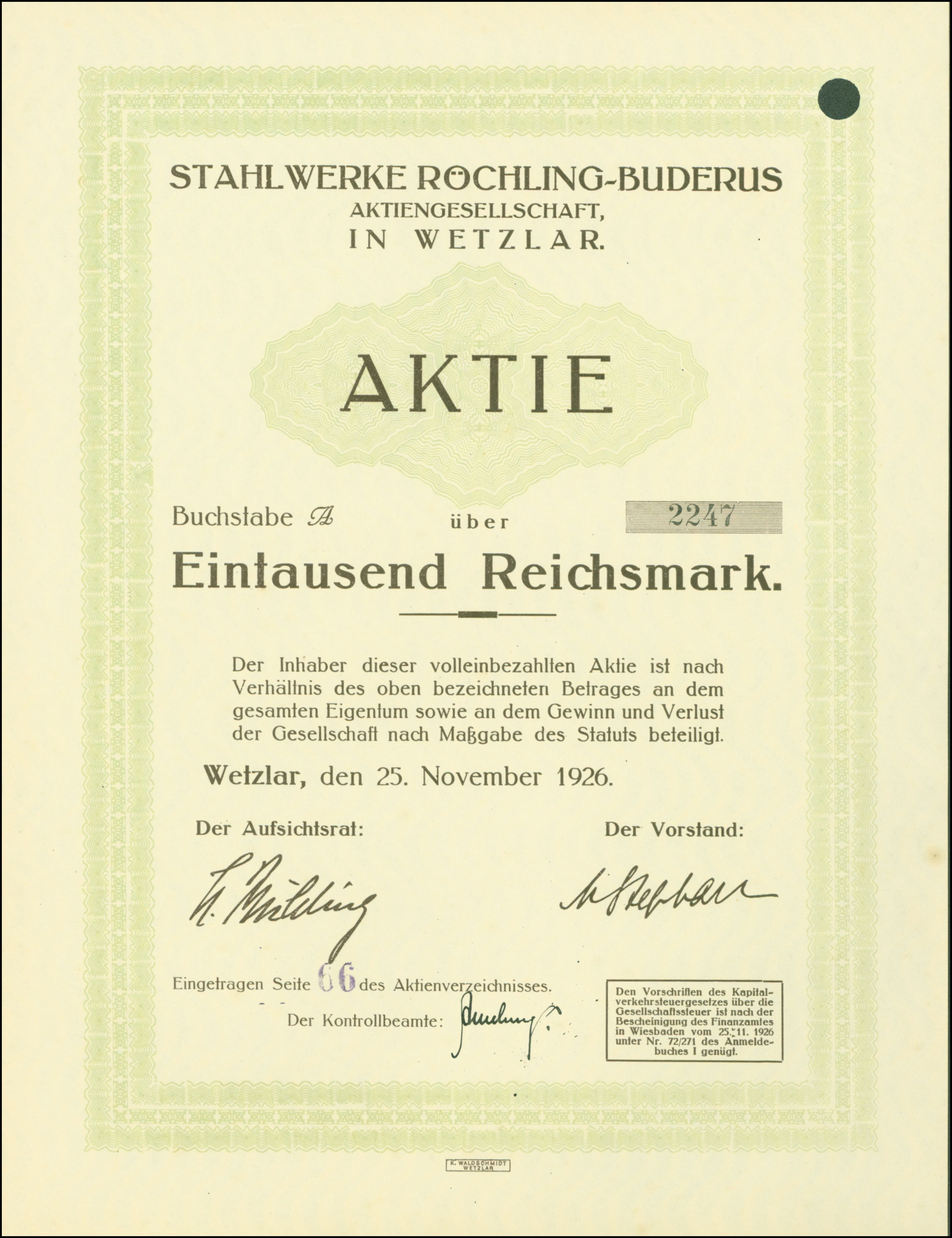
Aktie über 1000 RM der Stahlwerke Röchling-Buderus AG vom 25. November 1926

Buderus basiert auf dem 1731 von Johann Wilhelm Buderus II gegründeten Unternehmen, welches zwischen 1870 und 1872 das Hochofenwerk Sophienhütte in Wetzlar errichtete, Roheisen erzeugte und 1884 mit dem Namen  Buderus‘sche Eisenwerke AG an die Börse ging. Im Jahr 1920 wurde das Gemeinschaftsunternehmen Stahlwerke Buderus-Röchling Aktiengesellschaft gegründet. Vier Jahre später folgte die Umbenennung des Unternehmens in Stahlwerke Röchling-Buderus AG. Im Dritten Reich war Buderus stark in die Rüstungsproduktion eingebunden. Die Stahlwerke Röchling-Buderus besaßen 1939 das modernste Stahlwerk Europas und produzierten Baustahl, Hochleistungs- und Schnellarbeitsstähle, Kugellager, Hartmetall sowie nicht rostenden Stahl. Zwischen 1943 und 1945 unterhielt Buderus mehrere Arbeitslager.
Ab Mitte der 1960er Jahre konzentrierte sich Buderus auf Heizungs- und Klimatechnik, Bauerzeugnisse und Guss sowie Küchen- und Laboreinrichtungen. 1965 erwarben die Buderus’schen Eisenwerke den Anteil von Röchling-Buderus und firmierten danach als Edelstahlwerke Buderus AG.
2003 erreichte die Rohstahlerzeugung mit 414.700 Tonnen den höchsten Stand seit Firmengründung. Im selben Jahr übernahm die Robert Bosch GmbH die Buderus AG, bestehend aus der Edelstahlwerke Buderus AG, Buderus Heiztechnik GmbH und Buderus Guss GmbH.
Im Nachgang zur Übernahme und Integration der Buderus AG in die Robert Bosch GmbH wurden die Edelstahlwerke Buderus AG 2005 vom österreichischen Stahlkonzern Böhler Uddeholm in Kapfenberg, Steiermark – später ein Teil des Linzer voestalpine-Konzerns – übernommen und umstrukturiert. Es folgte die Umbenennung in Buderus Edelstahl GmbH sowie die Abspaltung der Gesenkschmiede (zwischenzeitlich Buderus Edelstahl Schmiedetechnik) und des Walzwerks (zwischenzeitlich Buderus Edelstahl Band) in neue Unternehmen.
Die zwischenzeitlich erworbene ARRK Zerspanungstechnik in Bischoffen-Niederweidbach wurde Ende 2009 vollständig in das Unternehmen integriert, ebenso 2010 die Buderus Edelstahl Band GmbH und im März 2013 die Buderus Edelstahl Schmiedetechnik GmbH, die nun wieder zur Buderus Edelstahl GmbH gehören.
2024 wurde das Unternehmen von der Voestalpine an die Beteiligungsgesellschaft Mutares verkauft.

## Produktionsprozess
Große Teile der Produktion bei Buderus Edelstahl erfolgen aus einer Hand.
In einigen Prozessen wird auf zugekaufte Materialien und externe Firmen zurückgegriffen.
Die Stähle werden gemäß Kundenspezifikation im Elektro-Lichtbogenofen (EAF) aus Schrott und Legierungen bei 1.600 bis 1.700 Grad Celsius erschmolzen. Das Standardschmelzgewicht beträgt 100 t. Die wesentliche metallurgische Behandlung erfolgt in der Pfannenofen- und Vakuumanlage (LF). Im nächsten Fertigungsschritt, dem Schmieden (ausgelegt auf die Bearbeitung von Rohblöcken bis zu 190 t), werden die Schmiedeblöcke in automatisch geregelten Herdwagenöfen bzw. einem Drehherdofen erwärmt und auf programmgesteuerten und auf hohe Hubzahlen ausgelegten hydraulischen Freiformschmiedepressen mit 20 MN, 55 MN und 80 MN Presskraft verschmiedet.

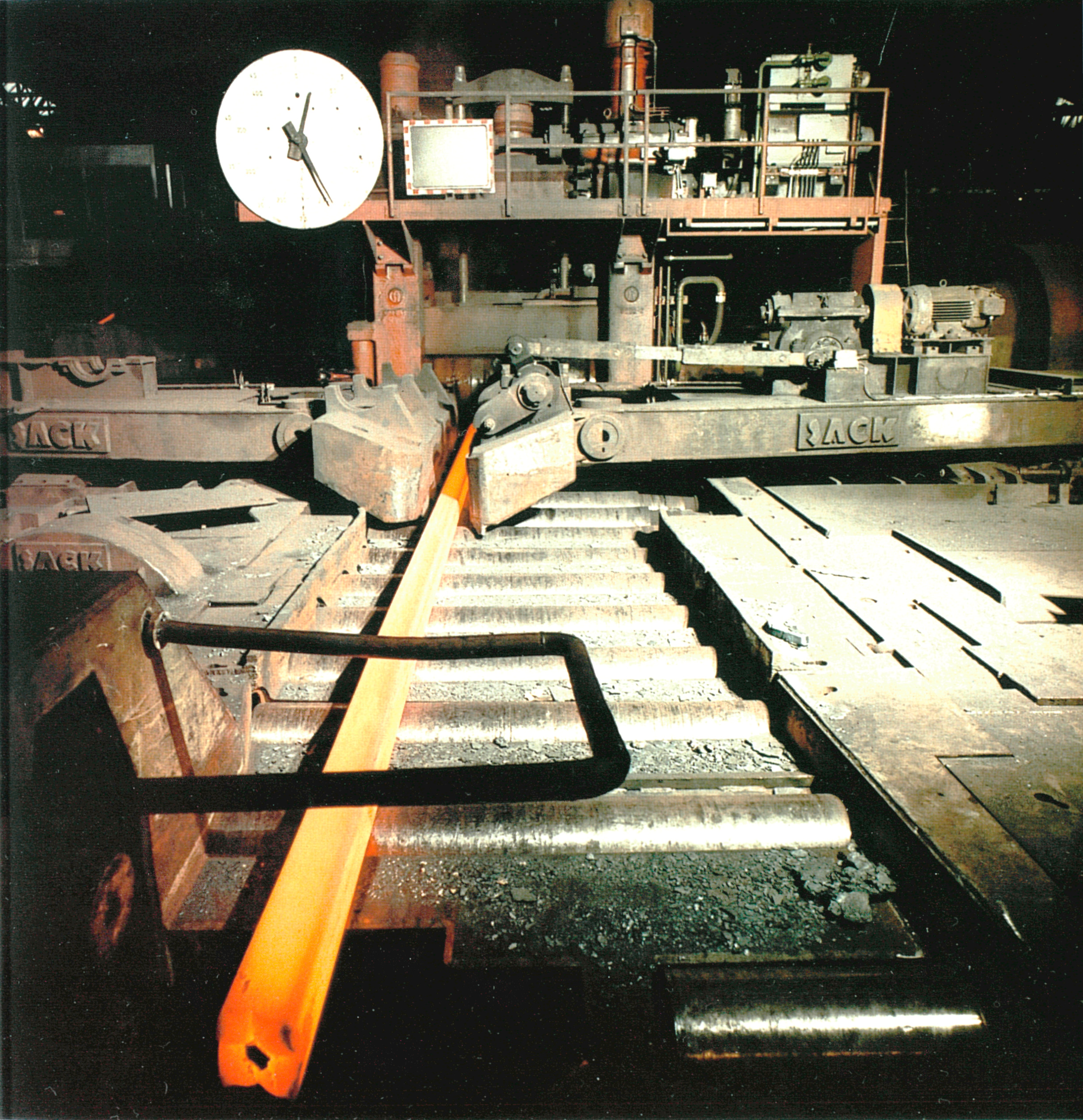
850-mm-Duo-Reversierwarmwalzwerk, Edelstahlwerke Buderus in Wetzlar, in 1980.

Im Warmwalzwerk werden die Blöcke in drei Herdwagendurchstoßöfen erwärmt. Anschließend werden die Blöcke an einem 900er Duo-Reversiergerüst – der sogenannten automatisierten Blockstraße – zu Brammen gewalzt, die dann am Halbzeuggerüst zu Halbzeug ausgewalzt werden. Die Warmbandstraße wurde zum 31. Juli 2020 stillgelegt. Die vorgewalzten Brammen werden in einem anderen Walzwerk zu Band ausgewalzt und wieder zu Buderus Edelstahl zurück geliefert.
Das Warmband kann im Kaltwalzwerk an einem Quarto- und einem Duo-Walzgerüst zu Kaltband weiterverarbeitet werden. Mittels der anhängenden Längsteilanlage kann Warm- und Kaltband zudem in definierte Breiten geschnitten werden.
In der Gesenkschmiede werden erwärmte Knüppel-Halbzeuge auf hydraulischen Vorstauchpressen, Schmiedepressen und Abgratpressen zu Schmiedestücken verarbeitet, die ihre Abnehmer vorwiegend in der Nutzfahrzeugindustrie, aber auch in hochwertigen Bauteilen für Bau- und Landmaschinen, den Offshorebereich, die Bergbautechnik sowie für den Armaturen- und den allgemeinen Maschinenbau finden.